# 이탈리아의 공휴일
이탈리아의 공휴일은 이탈리아 의회에서 정하며, 도시나 지역사회의 수호성인 축일을 제외하고 전국적으로 적용된다.

## 개요
이탈리아의 국경일인 이탈리아 공화국 기념일(Festa della Repubblica)은 매년 6월 2일에 기념되며, 주요 축하 행사는 로마에서 열리고 1946년 이탈리아 공화국의 탄생을 기념한다.

## 현재 휴일
| 날짜                        | 공휴일 이름                           | 이탈리아 이름                                                  | 비 고 |
| --------------------------- | ------------------------------------- | -------------------------------------------------------------- | --- |
| 부활절을 포함한 모든 일요일 | 부활절을 포함한 모든 일요일           | 부활절을 포함한 모든 일요일                                    | 이탈리아에서는 일요일이 항상 공휴일이다 |
| 가변적                      | 수호성인 축일                         | Festa del santo Patrono                                        | 각 코무네가 지방 자치 단체의 수호성인 역할을 하는 성인을 기념하기 위해 자체 영토 내에서 정한 공휴일이다. 남티롤의 성령강림절과 로마의 성 베드로와 성 바오로는 법으로 정해져 있다. |
| 1월 1일                     | 새해 첫날                             | Capodanno                                                      | |
| 1월 6일                     | 주님 공현 대축일                      | Epifania                                                       | |
| 3~4월 중(이동)              | 부활절 월요일                         | Lunedì dell'Angelo, Lunedì in Albis or more commonly Pasquetta | 부활절 다음날 |
| 4월 25일                    | 독립기념일                            | Festa della Liberazione                                        | |
| 5월 1일                     | 노동절                                | Festa del Lavoro (또는 Festa dei Lavoratori)                   | |
| 6월 2일                     | 공화국의 날                           | Festa della Repubblica                                         | |
| 8월 15일                    | 성모 승천 대축일                      | Assunzione (Ferragosto)                                        | |
| 11월 1일                    | 모든 성인 대축일                      | Tutti i santi (or Ognissanti)                                  | |
| 12월 8일                    | 원죄 없이 잉태되신 동정 마리아 대축일 | Immacolata Concezione (or just Immacolata)                     | |
| 12월 25일                   | 크리스마스                            | Natale                                                         | |
| 12월 26일                   | 성 스테파노 축일                      | Santo Stefano                                                  | |

## 국가 기념일
다음 날은 공휴일은 아니지만, 그래도 공식적인 국가 기념일이다.

### 시민적 엄숙함
| 날짜      | 공휴일 이름                                     | 이탈리아 이름                                                                             | 비고 |
| --------- | ----------------------------------------------- | ----------------------------------------------------------------------------------------- | --- |
| 2월 10일  | 망명자와 Foibe의 국가 추모의 날                 | Giorno del ricordo                                                                        | 2004년 3월 30일 법률 제92호에 따라 국가 기념일로 지정됨. Foibe 희생자와 이스트라-달마티아 이주를 기억하기 위한 이탈리아 축제로, 제2차 세계대전이 끝난 후 수십만 명(23만 명에서 35만 명)의 지역 이탈리아인(이스트라 이탈리아인과 달마티아 이탈리아인)이 유고슬라비아에서 이주하게 되었다. |
| 2월 11일  | 라테란 조약의 날                                | Patti Lateranensi                                                                         | 이탈리아 왕국과 성좌 간의 조약으로, 바티칸 시국을 독립 국가로 인정하는 것을 포함한 여러 가지 사항을 확립했다. |
| 9월 9일   | 바다에서 실종된 선원을 위한 추모의 날           | Giornata della memoria dei marinai scomparsi in mare                                      | 법률 제111/1996호에 따라 국가적 기념일로 지정됨. 2012년 12월 14일 204. |
| 9월 28일  | 나폴리의 4일의 날                               | Insurrezione popolare di Napoli contro i nazifascisti 또는 Quattro giornate di Napoli     | 나폴리에서 1943년 9월 27일부터 9월 30일까지 나치 독일 점령군에 대항하여 일어난 봉기였으며, 제2차 세계 대전 중 10월 1일에 연합군이 나폴리에 도착하기 직전이었다. |
| 10월 4일  | 성 프란치스코와 성 캐서린                       | San Francesco e Santa Caterina                                                            | 법률에 따라 국가적 기념일로 지정됨 1958년 3월 4일 132. 이탈리아의 수호성인.1958년 3월 4일 n. |
| 11월 4일  | 국가 통일 및 군대의 날                          | Giorno dell'Unità Nazionale e Festa delle Forze Armate                                    | 1919년에 시작된 이래 1977년까지 공휴일로, 이탈리아가 제1차 세계 대전에서 승리한 것을 기념하며, 이 전쟁은 이탈리아 통일 과정의 완성으로 여겨졌다. 매년 11월 4일에 기념하는데, 이는 빌라 주스티 휴전이 1918년에 발효되어 오스트리아-헝가리가 항복을 선언한 기념일이다.                     |
| 11월 12일 | 국제 평화 임무에서 전사한 군인 및 민간인 현충일 | Giornata del ricordo dei Caduti militari e Civili nelle Missioni internazionali per lapac | 법률로 국경일을 제정했다. 2009년 11월 12일 중 162개. |

### 기념일
| 날짜                | 공휴일 이름                                                     | 이탈리아 이름                                                                                                 | 비고 |
| ------------------- | --------------------------------------------------------------- | --- | --- |
| 1월 7일             | 삼색기의 날                                                     | Festa del tricolore                                                                                           | 국기의 날은 1996년 12월 31일 법률 제671호에 따라 국경일이 되었다. 이 날의 공식 기념 행사는 레지오 에밀리아에서 열린다. 이 도시는 이탈리아 삼색기가 1797년 1월 7일 이탈리아 주권 국가인 시스파다네 공화국에서 처음으로 국기로 채택된 곳이다. |
| 1월 26일            | Alpini를 기억하고 희생한 국경일                                 | Giornata nazionale della memoria e del sacrificio degli Alpini                                                | 법률로 국경일을 제정했다. 2022년 5월 5일 중 44. |
| 1월 27일            | 국제 홀로코스트 기념일                                          | Giorno della Memoria                                                                                          | 1999년 1월 27일 법률에 따라 국경일로 지정됨 2000년 7월 20일자 211호. 이는 홀로코스트의 희생자들을 기념하는 국제 추모의 날로, 1933년과 1945년 사이에 나치 독일이 유대인의 3분의 1과 수많은 다른 소수 민족을 살해한 사건으로, 유대인 문제에 대한 "최종 해결책"을 시행하고자 했던 시도였다. |
| 2월 1일             | 세계의 전쟁과 분쟁으로 인한 민간인 희생자들의 국경일            | Giornata nazionale delle vittime Civili delle guerre e dei conflitti nel mondo                                | 법률로 국경일을 제정했다. 2017년 1월 25일 중 9일. |
| 2월 20일            | 건강, 사회 복지 및 자원 봉사 근로자의 국경일                    | Giornata nazionale del personale sanitario, socialsanitario, socialassistenziale e del volontariato           | 법률로 국경일을 제정했다. 2020년 11월 13일 중 155. |
| 2월 21일            | 국가 점자 날                                                    | Giornata nazionale del Braille                                                                                | 법률로 국경일을 제정했다. 2007년 8월 3일 중 126. |
| 3월 6일             | 인류의 의로운 자의 날                                           | Giornata dei Giusti dell'umanità                                                                              | 2017년 12월 20일 법률 제212호에 따라 국가적 날로 지정됨. |
| 3월 17일            | 이탈리아 통일 기념일                                            | Anniversario dell'Unità d'Italia                                                                              | 이 날은 1861년 3월 17일 이탈리아 왕국 선포에 따라 이탈리아가 현대 국가로서 탄생한 것을 기념하는 날이다. 그러나 이탈리아의 완전한 통일은 그 이후 몇 년 동안만 이루어졌다. 3월 17일은 1911년 이탈리아 통일 50주년, 1961년 이탈리아 통일 100주년, 2011년 이탈리아 통일 150주년에 국가 공휴일로 선포되었다. 법률 제11호에 따라 2012년 11월 23일 222호 Giornata dell'Unità nazionale, della Costituzione, dell'inno e della bandiera("국가와 국기, 헌법, 국가 및 국가의 날")는 1861년 이탈리아 통일이 선포된 날인 매년 3월 17일에 기념하도록 제정되었지만, 이 날은 축제의 날로 간주되어서는 안 된다. |
| 3월 18일            | 코로나바이러스 전염병 희생자를 추모하는 국경일                  | Giornata nazionale in memoria delle vittime dell'epidemia di coronars                                         | 법률로 국경일을 제정했다. 2021년 3월 18일 중 35일. |
| 3월 21일            | 마피아 희생자들을 추모하는 국가 기억과 헌신의 날                | Giornata nazionale della memoria e dell'impegno in ricordo delle vittime delle mafie                          | 법률로 국경일을 제정했다. 2017년 3월 8일 중 20일. |
| 4월 22일            | 지구의 날                                                       | Giornata della Terra                                                                                          | 지구의 날은 환경 보호에 대한 지원을 보여주기 위해 매년 4월 22일에 열리는 국제 행사이다. 1970년 4월 22일에 처음 개최되었으며, 현재는 EarthDay.org(이전 명칭 Earth Day Network)에서 전 세계적으로 조정하는 광범위한 행사를 포함한다. 193개국 이상에서 10억 명의 사람들을 포함한다. |
| 5월 5일             | 소아성애 및 아동 포르노 반대 국경일                             | Giornata nazionale contro la pedofilia e la pedopornografia'                                                  | 법률로 국경일을 제정했다. 2009년 5월 4일 중 41. |
| 5월 9일             | 테러 희생자를 추모하는 현충일                                   | Giorno della memoria dedicato alle vittime del Terrorismo                                                     | 법률로 국경일을 제정했다. 2007년 5월 4일 중 56. |
| 5월 9일             | 유럽의 날                                                       | Giornata dell'Europa                                                                                          | 유럽의 날은 "유럽의 평화와 통합"을 기념하는 날짜이다. 유럽 평의회는 5월 5일, 유럽 연합은 5월 9일을 기념한다. |
| 6월 14일            | 세계 헌혈자의 날                                                | Giornata mondiale del donatore di sangue                                                                      | 세계 헌혈자의 날은 매년 6월 14일에 [[세속적 행사 목록#6월\|]] 개최된다. 이 행사는 세계보건기구, 국제적십자사-적신월사 연맹의 공동 이니셔티브로 2005년에 처음으로 개최되었으며, 안전한 혈액과 혈액 제품의 필요성에 대한 인식을 제고하고 헌혈자의 자발적 생명을 구하는 혈액 기증에 감사하기 위해 마련되었다. |
| 10월 2일            | 조부모의 날                                                     | Festa nazionale dei nonni                                                                                     | 법률로 국경일을 제정했다. 2005년 7월 31일 중 159개. |
| 10월 3일            | 이민 피해자를 추모하는 국경일                                   | Giornata nazionale in memoria delle vittime dell'immigrazione                                                 | 법률로 국경일을 제정했다. 2016년 3월 21일 중 45일. |
| 10월 4일            | 세계 동물의 날                                                  | Giornata mondiale degli animali                                                                               | 세계 동물의 날은 국제 행동의 날이다. 동물 권리와 동물 복지는 매년 10월 4일, 동물의 수호성인 아시시의 프란치스코의 축일에 기념된다. |
| 10월 9일            | 인간의 부주의로 인한 환경 및 산업 재해 희생자를 추모하는 국경일 | Giornata nazionale in memoria delle vittime dei disastriambimbali e industryi causati dall'incuria dell'uomo' | 법률로 국경일을 제정했다. 2011년 6월 4일 중 101. |
| 10월 12일           | 콜럼버스의 날                                                   | Giornata nazionale di Cristoforo Colombo                                                                      | 이탈리아에서는 2004년부터 콜럼버스의 날을 공식적으로 기념해 왔다. "Lega Navale Italiana"는 이탈리아 탐험가를 기념하여 Regata di Colombo를 만들었다. 이탈리아인들은 그의 이름을 따서 많은 민간 및 군함의 이름을 "크리스토포로 콜롬보"로 명명한 것을 기념했다. 바다 여객선 SS 크리스토포로 콜롬보. |
| 10월 24일           | 유엔의 날                                                       | Giornata delle Nazioni Unite                                                                                  | 유엔의 날은 1945년 10월 24일에 유엔이 공식적으로 창설된 것을 기념하는 연례 기념일이다. 1947년에 유엔 총회는 10월 24일을 유엔 헌장 기념일로 선언하면서 "세계인들에게 유엔의 목적과 성과를 알리고 유엔의 활동에 대한 지지를 얻는 데 전념"하기로 했다. |
| 10월 24일           | 국가 연예의 날                                                  | Giornata nazionale dello spettacolo                                                                           | 법률로 국경일을 제정했다. 2021년 10월 28일 중 164. |
| 11월 9일            | 자유의 날                                                       | Giorno della liberta                                                                                          | 법률로 국경일을 제정했다. 2005년 4월 15일 중 61. |
| 11월 21일           | 국가 나무의 날                                                  | Giornata nazionale degli alberi                                                                               | 법률로 국경일을 제정했다. 2013년 1월 14일 중 10일. |
| 11월 25일           | 여성에 대한 폭력 근절을 위한 국제의 날                          | Giornata nazionale in memoria delle vittime della strada                                                      | 유엔 총회는 11월 25일을 여성에 대한 폭력 근절을 위한 국제의 날로 지정했다(결의안 54/134). 이 날의 전제는 여성이 강간, 가정 폭력 및 기타 폭력의 피해를 입었다. 게다가 이 날의 목표 중 하나는 이 문제의 규모와 진정한 본질이 종종 감춰진다는 사실을 강조하는 것이다. |
| 11월 세 번째 일요일 | 도로 희생자를 추모하는 국경일                                   | Giornata nazionale in memoria delle vittime della strada                                                      | 법률로 국경일을 제정했다. 2017년 12월 29일 중 227. |
| 12월 1일            | 세계 에이즈의 날                                                | Giornata mondiale contro l'AIDS                                                                               | 세계 에이즈의 날은 1988년부터 매년 12월 1일로 지정되었으며,는 국제적인 날로, HIV 감염의 확산으로 인한 에이즈 팬데믹에 대한 인식을 제고하는 데 전념한다. 그리고 이 질병으로 죽은 사람들을 애도한다. |

## 같이 보기
- 스위스의 공휴일
- 수호성인 축일

### 내용주
1. ↑  3월 22일과 4월 25일 사이에 해당할 수 있음
2. ↑  따라서 부활절은 항상 일요일이기 때문에 자동적으로 공휴일이 된다.
3. ↑  날짜는 성인 달력에 의해 정해진 성인의 축일에 따라 달라진다. 축일 날짜는 코무네의 재량에 따라 변경할 수 있다.

### 인용주
1. ↑  춘분 이후 첫 만월 다음 일요일과 그 다음날
2. ↑  “Legge n. 92 2004년 3월 30일” (이탈리아어). 2022년 12월 30일에 확인함.
3. 1 2 3 4 5 6 7 8 9 10 11 12 13 14 15 16 17 18 19 20 21  “Le feste mobili. Feste religiose e feste civili in Italia” (이탈리아어). 2022년 12월 29일에 확인함.
4. ↑  “L. 2000년 7월 20일, n. 211 (1) 유대인의 박해와 몰살을 되살리고자 하는 "기억의 날" 기관과 이탈리아 군대와 정치인들이 나치 독일 진영으로 몰려온 사건.” (PDF). 《MELA》 (이탈리아어). 2000년 7월 30일. 2020년 1월 3일에 확인함.
5. 1 2  “지구의 날 2020: 지구의 날이란 무엇이며 전 세계 사람들이 지구의 날을 어떻게 기념할까요?”. independent.co.uk. 2020년 4월 21일. 2021년 2월 19일에 확인함.
6. ↑  “지구의 날 50주년, 전 세계 수천만 명의 사람들이 행동과 다중 플랫폼 이벤트에 참여”. yahoo.com. 2020년 4월 24일. 2021년 4월 22일에 원본 문서에서 보존된 문서. 2021년 2월 19일에 확인함.
7. ↑  “유럽의 날”. 《European Union》 (영어). 2016년 6월 16일. 2019년 7월 1일에 원본 문서에서 보존된 문서. 2020년 5월 8일에 확인함.
8. ↑  “Día de Europa: ¿Cuándo y por qué se celebra?” [유럽의 날: 언제 그리고 왜 기념되나요?]. 《okdiario.com》 (스페인어). 2018년 6월 5일. 2020년 5월 8일에 확인함.
9. ↑   “Governo Italiano – Dipartimento per il Cerimoniale dello Stato”. Governo.it. 2012년 11월 23일. 2013년 5월 22일에 원본 문서에서 보존된 문서. January 30, 2015에 확인함.
10. ↑  “Regata della "Giornata Nazionale di Cristoforo Colombo"”. 《Lega Navale 이탈리아어》. April 14, 2015에 VAfH-Cug!/ 원본 문서 |url= 값 확인 필요 (도움말)에서 보존된 문서.
11. ↑  United Nations General Assembly  Session 2  Resolution  168. 유엔 일   A/RES/168(II)  31 October 1947.}
12. ↑  “여성에 대한 폭력 근절을 위한 국제의 날”. 《유엔》. 2013. 2013년 3월 21일에 확인함.
13. ↑  “세계 에이즈의 날에 대하여”. 《worldaidsday.org》. National Aids Trust. 2015년 11월 20일에 원본 문서에서 보존된 문서. 2014년 12월 4일에 확인함.